# Sant Feliu de Canovelles
Sant Feliu de Canovelles és una església de Canovelles (Vallès Oriental) protegida com a bé cultural d'interès local.

## Descripció
Església parroquial, del primer art romànic, edificada probablement als segles XI o XII. Part exterior: Absis circular amb una finestra esqueixada i arcs llombards sota la cornisa. A cada banda del presbiteri hi havia dues absidioles semicirculars que sobresortien de la paret de l'edifici. L'absidiola de la paret Nord desaparegué vers el 1500. L'altra ha estat reconstruïda recentment.

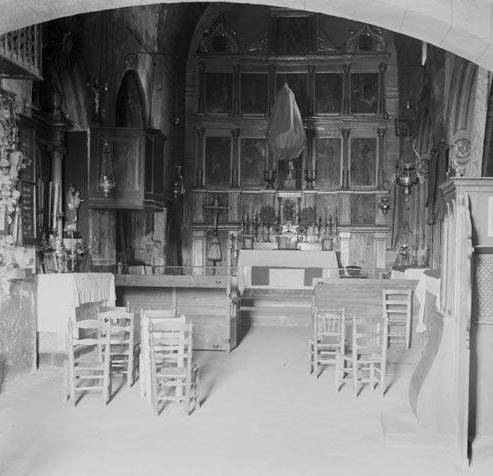
Interior de l'església de Sant Feliu (1898)

La façana principal, a l'oest, té sobreposada una portalada romànica del segle xiii. Està emmarcada a cada angle per dues columnes de fust molt prim coronades per capitells simples derivats del corinti que se superposen. Tot aquest cos que flanqueja la portada està decorat amb motius de pedra enfonsada. Està formada per tres arquivoltes que descansen sobre dos frisos ornamentals am decoració d'escacat, per acabar en dos ressalts i una columna al centre. Els ressalts exteriors tenen cada un una fina columna adossada, coronada amb un capitell amb representacions de dos ocells enfrontats i al centre un altre de front amb un cap humà. L'arquivolta exterior és decorada amb una banda en ziga-zaga esculpida que trobem també als pilars que sostenen aquesta arquivolta i a les columnes angulars de la façana. Les columnes que sustenten l'arquivolta intermèdia tenen el fust estriat i són coronades per un capitell corinti en què e segon registre de fulles d'acant ha estat substituït per una sèrie d'animals entrellaçats entre els quals apareix a l'angle un cap humà.. Damunt la portada hi ha un finestral geminat am la columna central de capitell amb decoració geomètrica.
Part interior: coberta de volta de canó apuntat (segles XII o XIII) amb una nau molt llarga i algunes obertures tapiades i un nínxol que es correspon amb el sud. L'absis és circular, amb volta de mitja taronja construïda amb palets. El cor és d'arc rebaixat i d'aresta viva. La balustrada és de fusta amb columnes senzilles.
El material emprat és carreu petit.
S'hi conserven dos quadres dedicats a sant Roc i a sant Andreu, de la fi del segle xvi. A la rectoria hi ha dues taules procedents d'un retaule on hi ha representats sant Llorenç i sant Esteve. Així mateix, es conserven dos quadres del 1750 amb l'Assumpció de la Mare de Déu i la Puríssima.
La parròquia posseïa un notable tresor d'orfebreria que desaparegué el 1936; només se'n conserva actualment una naveta del segle xvii i una imatge de la Mare de Déu del Roser, d'ivori, també, aproximadament, de la mateixa època. S'ha trobat, bé que fragmentada i incompleta, una creu processional d'argent, amb decoració d'estil flamígera i classicitzant que, probablement, es podria situar cap al segle xvi.

## Història
No consta una data fixa de construcció, però en els primers registres de principis del segle xiv de l'arxiu diocesà ja consta l'existència d'aquesta parròquia. Per altra banda, hi ha un document del 1072 pel qual Berenguer Guislabert vengué un alou situat en terme de la parròquia de Sant Feliu de Canovelles i en terme de Santa Eulàlia. La visita pastoral de 1413 diu que tenia 15 parroquians.
L'any 1872 s'hi venerà la imatge recuperada de la Mare de Déu de Bellulla que antigament havia estat al Santuari de la Mare de Déu de Bellulla fins a la desamortització del 1835. La petita escalinata de la portada es construí l'any 1890. L'altra escalinata que dona al pati jardí davant del portal i flanquejada per dos pinacles amb bola és del 1860, tal com ho indica la inscripció.